# Glottonym
Als Glottonyme oder Glossonyme (vom ionischen griechisch γλοσα glōssa, beziehungsweise attischen griechisch γλωτα glōtta, mit der Bedeutung „Zunge, Hörensagen oder veraltetes Wort“ und äolisch/dorisch ὄνυμα ónyma „Name“) bezeichnet man in der Linguistik die Sprachnamen einer Sprache. Glottonyme werden meistens als Gegenstand der Namenforschung bzw. der Etymologie betrachtet.

## Glottonymie
Die Glottonymie beschäftigt sich mit Namen und Benennung der Sprachen. Dabei kann es sich um historische Eigen- und Fremdbezeichnungen für Sprachen handeln. So leitet die deutsche Bezeichnung der Ungarischen Sprache sich vom Stamm der Onoguren (mit der eigensprachlichen Bedeutung „zehn Pfeile“) ab, während die ungarische Eigenbezeichnung auf das Wort für „Mann, Person“ zurückgeht. Aber auch soziopolitische Sichten können betrachtet werden, wie die Serbokroatische Sprache, deren Sprecher die (weitaus) gleiche Sprache entweder Bosnisch, Kroatisch, Serbisch oder Montenegrinisch nennen, und die Altgriechische Sprache, die von den antiken Autoren in fünf traditionelle „Dialekte“ unterteilt wurde. Zuletzt gehören auch formelle (zum Beispiel „Hochdeutsch“ als Synonym für die Deutsche Standardsprache) und informelle Bezeichnungen, wie „amerikanisch“, „holländisch“ oder „brasilianisch“ für bzw. die Englische, Niederländische und Portugiesische Sprache, zum Fachbereich der Glottonymie.